# セッラマンナ
セッラマンナ（イタリア語: Serramanna）は、イタリア共和国サルデーニャ州南サルデーニャ県にある、人口約9,000人の基礎自治体（コムーネ）。

## 地理

### 位置・広がり

#### 隣接コムーネ
隣接するコムーネは以下の通り。
- ヌラーミニス
- サマッシ
- サンルーリ
- セッレンティ
- ヴィッラチードロ
- ヴィッラソール